# Monom
În matematică, un monom este, practic, un polinom care are un singur termen. Pot fi întâlnite două definiții ale unui monom:
1. Un monom este un produs de puteri ale variabilelor cu exponenți întregi nenegativi, sau, cu alte cuvinte, un produs de variabile, eventual cu repetări. De exemplu, {\displaystyle x^{2}yz^{3}=xxyzzz} este un monom. Constanta {\displaystyle 1} este un monom, fiind egală cu un produs vid cu {\displaystyle x^{0},} unde {\displaystyle x} este o variabilă oarecare. Dacă există o singură variabilă, {\displaystyle x,} atunci monomul este {\displaystyle 1} sau o putere {\displaystyle x^{n}} a lui {\displaystyle x,} cu {\displaystyle n} un întreg pozitiv. Dacă sunt mai multe variabile, de exemplu {\displaystyle x,y,z,} atunci fiecare are un exponent, astfel că monomul este de forma {\displaystyle x^{a}y^{b}z^{c}} cu {\displaystyle a,b,c} întregi nenegativi (de notat că orice exponent {\displaystyle 0} transformă factorul respectiv în {\displaystyle 1}).

1. Un monom este un monom în primul sens înmulțit cu o constantă diferită de zero, numită coeficientul monomului.[1] Un monom în primul sens este un caz special al unui monom din al doilea sens, unde coeficientul este {\displaystyle 1}. De exemplu, în această interpretare {\displaystyle -7x^{5}} și {\displaystyle (3-4i)x^{4}yz^{13}} sunt monoame (în al doilea exemplu, variabilele sunt {\displaystyle x,y,z,} iar coeficientul este un număr complex).

În contextul polinoamelor Laurent și seriilor Laurent⁠(d), exponenții dintr-un monom pot fi negativi, iar în contextul seriilor Puiseux⁠(d) exponenții pot fi numere raționale.

## Compararea celor două definiții
Cu oricare dintre definiții, mulțimea monoamelor este o submulțime a polinoamelor care este o mulțime închisă față de înmulțire.
Ambele definiții ale acestei noțiuni pot fi găsite și, în multe cazuri, deosebirea dintre ele este ignorată, a se vedea, de exemplu, exemple pentru prima și a doua. În discuțiile neformale, deosebirea este rareori importantă, iar tendința este spre al doilea sens, mai larg. Totuși, atunci când se studiază structura polinoamelor adesea este nevoie de o noțiune având primul sens. Acesta este, de exemplu, cazul când se ia în considerare o bază monomială⁠(d) a inelului polinoamelor⁠(d), sau o ordine monomială⁠(d) a acestei baze. Un argument în favoarea primului sens este și că nu este disponibilă o altă noțiune evidentă pentru a desemna aceste valori, în timp ce noțiunea de polinom coincide fără echivoc cu al doilea sens al monomului.
În continuare, articolul se bazează pe primul sens al monomului.

## Bază monomială
Faptul cel mai evident legat de prima definiție a monoamelor este că orice polinom este o combinație liniară⁠(d) a acestora, deci formează o bază a spațiului vectorial al polinoamelor, numită baza monomială — utilizată constant implicit în matematică.

## Număr
Numărul monoamelor de grad {\displaystyle d} în {\displaystyle n} variabile este numărul combinațiilor a {\displaystyle d} elemente alese dintre variabilele {\displaystyle n} (o variabilă poate fi aleasă de mai multe ori, dar ordinea nu contează), care este dată de coeficienții binomiali {\textstyle \left(\!\!{\binom {n}{d}}\!\!\right)}:
{\displaystyle \left(\!\!{\binom {n}{d}}\!\!\right)={\binom {n+d-1}{d}}={\binom {d+(n-1)}{n-1}}={\frac {(d+1)\times (d+2)\times \cdots \times (d+n-1)}{1\times 2\times \cdots \times (n-1)}}={\frac {1}{(n-1)!}}(d+1)^{\overline {n-1}}.}
Această formă este deosebit de utilă când se fixează numărul de variabile și se lasă gradul să varieze. Din aceste expresii se vede că pentru n fix, numărul de monoame de grad d este o expresie polinomială în {\displaystyle d} de gradul {\displaystyle n-1} cu coeficientul {\textstyle {\frac {1}{(n-1)!}}}.
De exemplu, numărul monoamelor în trei variabile ({\displaystyle n=3}) de gradul d este {\textstyle {\frac {1}{2}}(d+1)^{\overline {2}}={\frac {1}{2}}(d+1)(d+2)}; aceste numere formează șirul 1, 3, 6, 10, 15, ... al numerelor triunghiulare.
Seriile Hilbert⁠(d) sunt un mod compact de a exprima numărul de monoame de un anumit grad: numărul de monoame de grad {\displaystyle d} în {\displaystyle n} variabile este coeficientul de gradul {\displaystyle d} din dezvoltarea seriilor formale
{\displaystyle {\frac {1}{(1-t)^{n}}}.}
Numărul monoamelor de grad cel mult d în n variabile este {\textstyle {\binom {n+d}{n}}={\binom {n+d}{d}}}. Acest lucru rezultă din corespondența unu-la-unu dintre monoamele de gradul {\displaystyle d} în {\displaystyle n+1} variabile și monoamele de gradul cel mult {\displaystyle d} în {\displaystyle n} variabile, care constă în înlocuirea cu 1 a variabilei suplimentare.

## Notație
Notația monoamelor este necesară frecvent în domenii precum ecuațiile cu derivate parțiale. Dacă variabilele folosite formează o familie indexată ca {\displaystyle x_{1}}, {\displaystyle x_{2}}, {\displaystyle x_{3}}, ..., atunci se poate folosi notația cu indici multipli⁠(d). Pentru o exprimare compactă, pentru {\displaystyle \alpha =(a,b,c)} se poate defini 
{\displaystyle x^{\alpha }=x_{1}^{a}\,x_{2}^{b}\,x_{3}^{c}.}

## Grad
Gradul unui monom este definit drept suma tuturor exponenților variabilelor, inclusiv exponenții impliciți ai lui 1 pentru variabilele care apar fără exponent; de exemplu, în exemplul secțiunii anterioare, gradul este {\displaystyle a+b+c}. Gradul lui {\displaystyle xyz^{2}} este 1+1+2=4. Gradul unei constante diferite de zero este 0. De exemplu, gradul lui −7 este 0.
Uneori gradul unui monom este numit ordin, mai ales în contextul seriilor. Se mai numește grad total atunci când este necesar de a-l deosebi de gradul uneia dintre variabile.
Gradul unui monom este fundamental pentru teoria polinoamelor în una sau mai multe variabile. Explicit, este utilizat pentru a defini gradul unui polinom și noțiunea de polinom omogen, precum și pentru ordonările monomiale utilizate în formularea și calculul bazelor Gröbner⁠(d). Implicit, este folosit în gruparea termenilor unei serii Taylor în mai multe variabile.

## Geometrie
În geometria algebrică varietățile definite prin ecuații monomiale {\displaystyle x^{\alpha }=0} pentru un anumit set de α au proprietăți speciale de omogenitate. Acest lucru poate fi formulat în limbajul grupurilor algebrice în termenii existenței unei acțiuni de grup⁠(d) al unui tor algebric⁠(d) (echivalent cu un grup multiplicativ de matrici diagonale). Acest domeniu este studiat sub numele de varietăți torice⁠(d).